# Chrząstowice (Opole)
Pour les articles homonymes, voir Chrząstowice.
Chrząstowice est une localité polonaise de la voïvodie et le powiat d'Opole. Elle est le siège de la gmina qui porte son nom.